# زیردریایی یو-۴۲۵
زیردریایی یو-۴۲۵ (به انگلیسی: German submarine U-425) یک زیردریایی بود که طول آن ۶۷٫۱ متر (۲۲۰ فوت ۲ اینچ) بود. این زیردریایی در سال ۱۹۴۲ ساخته شد.